# Guerre Almoravide-Ouagadou (1054-1077)
 (septembre 2023).
La mise en forme du texte ne suit pas les recommandations de Wikipédia : il faut le « wikifier ».
Les points d'amélioration suivants sont les cas les plus fréquents. Le détail des points à revoir est peut-être précisé sur la page de discussion.
- Les titres sont pré-formatés par le logiciel. Ils ne sont ni en capitales, ni en gras.
- Le texte ne doit pas être écrit en capitales (les noms de famille non plus), ni en gras, ni en italique, ni en « petit »…
- Le gras n'est utilisé que pour surligner le titre de l'article dans l'introduction, une seule fois.
- L'italique est rarement utilisé : mots en langue étrangère, titres d'œuvres, noms de bateaux, etc.
- Les citations ne sont pas en italique mais en corps de texte normal. Elles sont entourées par des guillemets français : « et ».
- Les listes à puces sont à éviter, des paragraphes rédigés étant largement préférés. Les tableaux sont à réserver à la présentation de données structurées (résultats, etc.).
- Les appels de note de bas de page (petits chiffres en exposant, introduits par l'outil «  Source ») sont à placer entre la fin de phrase et le point final[comme ça].
- Les liens internes (vers d'autres articles de Wikipédia) sont à choisir avec parcimonie. Créez des liens vers des articles approfondissant le sujet. Les termes génériques sans rapport avec le sujet sont à éviter, ainsi que les répétitions de liens vers un même terme.
- Les liens externes sont à placer uniquement dans une section « Liens externes », à la fin de l'article. Ces liens sont à choisir avec parcimonie suivant les règles définies. Si un lien sert de source à l'article, son insertion dans le texte est à faire par les notes de bas de page.
- La présentation des références doit suivre les conventions bibliographiques. Il est recommandé d'utiliser les modèles {{Ouvrage}}, {{Chapitre}}, {{Article}}, {{Lien web}} et/ou {{Bibliographie}}. Le mode d'édition visuel peut mettre en forme automatiquement les références.
- Insérer une infobox (cadre d'informations à droite) n'est pas obligatoire pour parachever la mise en page.

Pour une aide détaillée, merci de consulter Aide:Wikification.
Si vous pensez que ces points ont été résolus, vous pouvez retirer ce bandeau et améliorer la mise en forme d'un autre article.
La Guerre Almoravides Ouagadougou s’est passée au 11e siècle, de 1054 à 1077 , elle commencera par une volonté des Almoravides de propager l'Islam en Afrique de l'Ouest. Elle finira par une victoire de l'Empire Almoravide et la conquête ainsi que la chute de l’Empire du Ghana .
Batailles
Siège de Koumbi Saleh, Siège de Aoudaghost

## Déroulement
En 1054, Yahya ben Omar lance le jihad almoravide en Afrique de l’Ouest, dans l’Empire du Ghana. Ils prirent possession de Aoudaghost en 1054 la détruisent, et chasse les Soninkés de cette même ville. Dans cette lancée, Abou Bakr ben Omar s’emparera de la capitale de l’Empire du Ghana, Koumbi Saleh en 1076. Il l’a pillera, et y convertira ses habitants à l’islam,.

## Conséquences
Cette Guerre entraînera la chute de l’Empire du Ghana. Abou Bakr ben Omar convertis les tribus païennes a l’Islam. Le Souverain dut embrasser l'Islam et accepter de payer tribus. les habitants qui refusèrent de se se convertir à l'islam furent passés au fil de l’épée. Ibn Khaldoun racontait l'invasion des Almoravides dans ces mots : « La Domination du peuple du Ghana s'affaiblit et leur pouvoir déclina, tandis que les hommes des terres berbères, les Almoravides, arrivaient par le nord, ils envahirent la population du Ghana, conquirent leur territoire, imposèrent le Tributs, leurs Taxes, et forcèrent beaucoup d'entre eux à se convertir à l'islam. »